# The Defiled
The Defiled é uma banda de metalcore fundada na cidade de Londres, Inglaterra. Seu estilo musical mistura metalcore com groove metal, junto com influências eletrônicas. Eles se apresentaram no Bloodstock Open Air 2008. A banda também fez a abertura da turnê Jagermeister Music 2010, junto com Exit Ten e Sylosis, tendo terminado recentemente a sua segunda turnê, intitulado “Black Death”. Os shows da banda ganharam notoriedade graças a energia caótica que é demonstrada durante o espetáculo. Eles lançaram seu primeiro EP em 2009. A edição deluxe do álbum (incluindo um disco bônus), que incluiu a 1888 retrabalhos EP e dois vídeos de música, foi lançado em 14 de fevereiro de 2011. Eles também foram nomeados para o prêmio de "Melhor Banda Nova Britânica", na Metal Hammer Golden Gods Awards.

## Formação
- Stitch D – vocals, guitarra (2005–2016)
- The AvD – teclados backing vocal (2005–2016), bateria (2005-2008)
- Vincent Hyde – baixo (2010–2016)
- Paul "Needles" White – bateria (2012–2016)

## Discografia
Estúdio
- Grave Times (2011)
- Daggers (2013)

EP
- 1888 (2009)

Ao vivo
- Grave Times Live (2013)